# Eesti merejõud
Eesti merejõud  (Estońskie Siły Morskie) – marynarka wojenna Estonii, część estońskich sił zbrojnych działająca w latach 1918–1940.

## Walka o niepodległość Estonii
Zalążkiem marynarki wojennej Estonii był Batalion Morski utworzony 4 marca 1918 roku. Jego dowódcą był porucznik August Schönberg. Batalion, jako część armii został rozwiązany 15 maja z polecenia zajmujących w tym czasie Estonię Niemców. Eesti merejõud zostało utworzone 21 listopada 1918, 10 dni po kapitulacji Cesarstwa Niemieckiego. Szybkiemu utworzeniu marynarki wojennej sprzyjał fakt, że Ententa zdecydowała o przekazaniu Estonii części okrętów należących do Kaiserliche Marine, głównie tych, które Niemcy zdobyli na Marynarce Wojennej Imperium Rosyjskiego. Pierwszym okrętem wojennym wcielonym do Eesti merejõud była kanonierka „Lembit”, we flocie rosyjskiej nosząca nazwę „Bobr”, zaś w niemieckiej „Biber”. Zaraz potem do służby weszły niszczyciele min, para uzbrojonych parowców i 19 mniejszych jednostek przeznaczonych głównie do trałowania. Marynarka wojenna rozpoczęła działania zbrojne natychmiast po wprowadzeniu okrętów do służby. Okręty estońskie współdziałały z Royal Navy, której okręty pojawiły się w Tallinnie 12 grudnia, w walce z bolszewikami i Landeswehrą. Kiedy 26 grudnia dwa bolszewickie niszczyciele prowadziły ostrzał portu w Tallinnie, zostały przejęte przez Brytyjczyków i po kilku dniach przekazane Estonii. Weszły do służby jako „Lemuk” i „Wambola”.

## Dwudziestolecie międzywojenne

### Współpraca z Finlandią
Po uzyskaniu niepodległości i zakończeniu wojny z bolszewikami Estonia nie była pewna swojego bezpieczeństwa. Przyjazne stosunki łączyły ją z Łotwą na południu i z Finlandią na północy, jednak stosunki ze Związkiem Radzieckim były wciąż napięte, na co wskazywała próba przewrotu komunistycznego przeprowadzona pod czujnym okiem Moskwy 1 grudnia 1924 w Tallinnie. Flota Bałtycka rozbita podczas I wojny światowej i interwencji brytyjskiej zaczęła w latach 20 odbudowywać swoje siły. Na przełomie lat 30. powiększyła się ona o 4 pancerniki, 2 krążowniki, 2 dywizjony niszczycieli oraz liczne okręty podwodne różnych typów . Finlandia, zagrożona w podobny stopniu przez rozbudowę sił morskich Radzieckiej Marynarki Wojennej zaproponowała na początku 1930 roku współpracę Estończykom w zablokowaniu Zatoki Fińskiej.
Plan został wypracowany przez dowódcę estońskiej floty – admirała Hermana von Salzę i zaakceptowany przez Finlandię. Zakładał on koordynacje baterii nadbrzeżnych oraz postawienie zagrody minowej w najwęższym miejscu zatoki. W razie przedarcia się okrętów nieprzyjaciela przez ten system zabezpieczeń, miały one zostać zaatakowane przez okręty podwodne sojuszników wspomagane przez fińskie pancerniki obrony wybrzeża. Do tego celu miało być użytych 5 okrętów podwodnych Finlandii oraz 2 należące do Estonii. Ponieważ Estonia nie posiadała w owym czasie żadnych okrętów podwodnych, postanowiono je zamówić.

### Przebudowa floty
Jeszcze w 1923 roku na rozkaz admirała von Salzy została powołana komisja mająca za zadanie ustalenie wytycznych techniczno-operacyjnych dla przyszłych okrętów Marynarki Estońskiej. Pierwszą propozycję pozyskania jednostek podwodnych Estonia otrzymała 14 kwietnia 1924 roku od niemieckiej firmy Ingenieurskaantor voor  Scheepsbouw działającej pod holenderskim szyldem. Oferta dotyczyła projektu Pu. 22 – okrętu podwodnego o wyporności 245 ton, została jednak odrzucona z powodów finansowych.
Pomimo ciągłego braku własnych jednostek podwodnych, minister wojny Jaan Soots zaaranżował kurs dla przyszłych ich dowódców – porucznika Alfreda Pontaka i porucznika Ferdinanda Schmiedehelma. Szkolenie odbyło się w Wielkiej Brytanii między 14 sierpnia 1926 a 8 czerwca 1927. Obejmowało ono praktyki na okrętach Royal Navy, oraz teoretyczne wykłady z budowy okrętów podwodnych i dowodzenia nimi.
Z powodu kryzysu ekonomicznego rząd Estonii zdecydował się na sprzedaż obydwu niszczycieli. Estończycy skierowali najpierw ofertę sprzedaży do sojuszniczej Finlandii, oferując za dwa niszczyciele 1,5 mln koron, Finowie jednak odmówili z powodu ograniczonych finansowych, które zamierzali spożytkować na rozbudowę armii lądowej i lotnictwa. Kontrakt sprzedaży podpisano więc z Peru. Transakcja zawarta 7 lipca 1933 roku opiewała na kwotę 410 tysięcy dolarów, co zależnie od przyjętego kursu odpowiadało 2312400, 2314000 lub 2414000 koronom estońskim.

Środki pozyskane ze sprzedaży zdecydowano się przeznaczyć na budowę 2 okrętów podwodnych. Ponieważ jednak suma ta stanowiła jedynie około połowę z wymaganej kwoty, postanowiono zrealizować zbiórkę pieniężną. Powołany 31 maja 1933 roku specjalnie w tym celu „Fundusz na rzecz okrętu podwodnego” uzbierał do końca 1934 roku 53 tysiące koron.  Jako że było to około sześćdziesiąt razy mniej niż przewidywana potrzebna suma, zbiórkę pieniędzy postanowiono kontynuować z przeznaczeniem na znacznie tańszy ścigacz okrętów podwodnych, czego rezultatem było zamówienie patrolowca „Pikker”. Pozostałą część kosztów okrętów podwodnych zdecydowano się pokryć z budżetu państwa. Riigikog odpowiednie rozporządzenie uchwalił 21 grudnia 1933 roku.  Podjęto rozmowy z 13 przedsiębiorstwami między innymi z Francji, Wielkiej Brytanii i Finlandii, jednak z przyczyn politycznych zdecydowano się zawęzić wybór do firm brytyjskich.
Estończycy postanowili prowadzić negocjacje drogą oficjalną, z konsulem na kraje bałtyckie sir Hughem Knatchbull-Hugessen, jednak do Tallinna przyjechał specjalny wysłannik firmy Vickers-Armstrong sir Trevor Dawson, który samodzielnie prowadził rozmowy z Marynarką. Po długich negocjacjach Eesti merejõud zdecydowała się na ofertę Vickersa. Kontakt został zawarty 12 grudnia 1934 roku. Zakładał on, że w ciągu dwóch lat stocznia w Barrow-in-Furness dostarczy dwa okręty podwodne Estonii, za które otrzyma 360000 funtów szterlingów rozłożone w ratach przez 6 lat. Dodatkowo sir Dawson uzyskał od Foreign Office zgodę na praktykę estońskich załóg na brytyjskich okrętach.
Budowę okrętów rozpoczęto w 1935 roku (pierwszego w maju, drugiego w czerwcu). Wodowanie odbyło się 7 lipca 1936, okręty otrzymały nazwy „Kalev” i „Lembit”. „Kalev” reprezentował Estonię 20 maja 1937 w cieśninie Spithead, na morskiej rewii koronacyjnej Jerzego VI.

## Sowiecka okupacja
Po aneksji Estonii przez Związek Radziecki okręty Eesti merejõud zostały wcielona do Radzieckiej Marynarki Wojennej – oficjalny rozkaz został wydany 18/19 sierpnia 1940 . NKWD rozpoczęło stopniowe aresztowania, zsyłki i rozstrzeliwania oficerów estońskich służących w marynarce. Na jednostkach pozostawiono część estońskiej załogi, uzupełniając etaty radzieckimi marynarzami i oficerami. Pod sowiecką banderą okręty brały udział w II wojnie światowej, walcząc przeciwko siłom morskim Niemiec i Finlandii, ich główną akcją bojową była ewakuacja Tallinna. Wiele z poestońskich okrętów przetrwało działania wojenne. „Pikker” został przebazowany do Sewastopola, gdzie służył jako jacht dla przywódców ZSRR, a następnie okręt badawczy Uniwersytetu Moskiewskiego do 1972 roku . „Lembit” przetrwał zaś cały okres sowieckiej okupacji jako okręt eksperymentalny, a od 5 maja 1995 – muzealny, by wejść do służby jako pierwszy okręt odrodzonej Estońskiej Marynarki Wojennej – Eesti Merevägi.

## Struktura

### Dowódcy
| Stopień    | Imię i nazwisko            | Okres urzędowania | Okres urzędowania |
| Stopień    | Imię i nazwisko            | początek          | koniec            |
| ---------- | -------------------------- | ----------------- | ----------------- |
| kmdr por.  | Rudolf Schiller            | 21 listopada 1918 | 5 stycznia 1919   |
| kontradm.  | Johan Pitka                | 15 stycznia 1919  | 27 listopada 1919 |
| kmdr       | Johannes Eduard Herm       | 27 listopada 1919 | 1 marca 1925      |
| kontradm.  | Herman Alexander von Salza | 1 marca 1925      | 15 marca 1932     |
| kmdr       | Valentin Martin Grenz      | 15 marca 1932     | 1 listopada 1938  |
| kmdr       | Valev Mere                 | 1 listopada 1938  | 18 września 1939  |
| kmdr ppor. | Johannes Santpank          | 18 września 1939  | 30 września 1940  |